# دهستان دشت زرین
دهستان دشت زرین از توابع بخش مرکزی شهرستان کوهرنگ در استان چهارمحال و بختیاری است.

## جمعیت
براساس سرشماری سال ۱۳۸۵ جمعیت آن ۷٬۱۴۷ نفر (۱٬۲۹۰ خانوار) بوده‌است.